# Leopoldo Federico
Leopoldo Federico (Ciudad de Buenos Aires, 12 de enero de 1927 - 28 de diciembre de 2014) fue un director de orquesta, compositor y bandoneonista argentino considerado una de las figuras máximas del tango. Como ejecutante sabía tomar en la orquesta el rol de cadenero y su capacidad de arreglista, le permitió crear novedosas versiones sobre antiguas partituras. Como ejecutante se definía "Soy eso que llaman un bandoneón cadenero que con un gesto o una mirada termina uniendo a todos los instrumentos y me los llevo conmigo en el bandoneón."

## Biografía
Nacido en el barrio del Once, Ciudad de Buenos Aires. Uno sus primeros trabajos fue en 1944 en la orquesta de Juan Carlos Cobian. Integró las orquestas de Alfredo Gobbi y Víctor D'Amario. En el año 1946 es convocado por Osmar Maderna para integrarse en su orquesta, como primer bandoneón. En esos años, también integra las orquestas de Héctor Stamponi, Mariano Mores, Carlos Di Sarli, Horacio Salgán, y la del cantor Alberto Marino.
En el año 1952 forma dúo con Atilio Stampone, y graban con los cantores Antonio Rodríguez Lesende y Carlos Fabri, los temas: Tierrita y Criolla linda.
En 1955 fue convocado por Astor Piazzolla para formar parte de su conjunto, Octeto Buenos Aires. 
En 1959 grabó su primer disco como solista.
En 2009 grabó junto a Hugo Rivas el disco "Sentido único", el cual fue galardonado con el Premio Gardel en 2010 en la categoría "Mejor Álbum Orquesta y/o Grupo de Tango y/o Instrumental".

## Con Julio Sosa
En 1959 acompañó al frente de su orquesta al cantor uruguayo Julio Sosa, grabando 64 temas para el sello CBS y Columbia Records. Los más grandes éxitos fueron: «Cambalache», «Mano a mano», «Nada», «El Firulete», «Qué me van a hablar de amor», «En esta tarde gris», «Uno», «Rencor» y una original versión de «La Cumparsita».

## Como autor
Federico fue el autor de los temas: «Cabulero», «Sentimental y Canyengue», «Bandola zurdo», «Capricho otoñal», «Milonguero de hoy», «Preludio nochero», «Diagonal gris», «Pájaro cantor», entre otras composiciones.

## Filmografía
Intérprete
- Quereme así (Piantao) (1997)

Música
- Rosa de lejos (1980)

## Premios y reconocimientos
Fue declarado Ciudadano Ilustre de la Ciudad de Buenos Aires por la Legislatura porteña en 2002.
En 2005 su Orquesta obtuvo el Premio Konex de Platino como el más relevante Conjunto de Tango de la década en Argentina. En 2015 obtuvo el Diploma al Mérito Konex post mortem.
El 11 de diciembre de 2012 la Cámara de Diputados de la Nación y el Centro de Estudios de los Intereses Nacionales (CEIN) le entregaron una distinción por su trayectoria.